# Žanna Žumalijeva
Žanna Žumalijeva (Oral, 26 luglio 1987) è una modella kazaka, incoronata Miss Kazakistan 2010 il 19 settembre 2010 ad Almaty.

## Biografia
Al momento dell'incoronazione, la modella kazaka era una studentessa presso l'università di Mosca. In passato la Zhumaliyeva aveva già collezionato numerose esperienze da modella, sfilando sulle passerelle di alcuni stilisti della capitale. Inoltre era comparsa in un video musicale del rapper russo Timati,
In qualità di rappresentante ufficiale del Kazakistan, Zhanna Zhumaliyeva ha partecipato a Miss Mondo 2011, che si è tenuto a Londra, nel Regno Unito il 6 novembre 2011. Alla fine dell'evento, la modella ha vinto il titolo speciale di Miss World Top Model 2011.